# Lophothericles browni
Lophothericles browni is een rechtvleugelig insect uit de familie Thericleidae. De wetenschappelijke naam van deze soort is voor het eerst geldig gepubliceerd in 1964 door Dirsh.